# Глюмер, Адольф фон
Адольф фон Глюмер (нем. Adolf von Glümer; 1814—1896) — прусский генерал, почётный гражданин Фрайбурга.

## Биография
Адольф фон Глюмер родился 5 июня 1814 года в семье капитана прусской армии. Окончил военную академию.

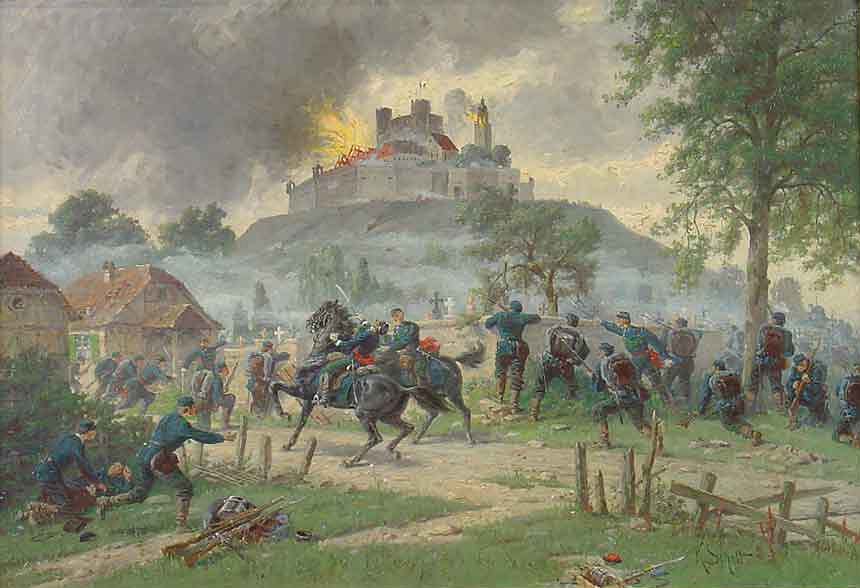
Эпизод Франко-прусской войны

Сражался во время революции 1848—1849 годов в Германии, затем принял участие в Австро-прусско-итальянской войне.
Во время Франко-прусской войны 1870—71 гг., во главе 13 дивизии (нем. 13. Division), участвовал в сражении при Саарбрюкене, осаде Меца, битве при Коломбей — Нуйльи и других баталиях и преследовал французские войска под командованием генерала Шарля Дени Бурбаки до самой швейцарской границы.
После заключения мира был назначен командиром 29 дивизии (нем. 29. Division), а 8 марта 1873 года был утвержден на должность начальника крепости Мец.
Адольф фон Глюмер умер 3 января 1896 года в городе Фрайбург-им-Брайсгау.
За время службы фон Глюммер был удостоен орденов Pour le Mérite, Дома Гогенцоллернов, Красного орла и был отмечен множеством других наград.
Его сын Веддо (нем. Weddo von Glümer; 1848—1918) пошёл по стопам отца и окончил военную карьеру в звании генерал-майора.

## Награды
Королевства Пруссия:
- Орден Святого Иоанна Иерусалиского почётный кавалер (Ehrenritter, 1863); кавалер по праву (Rechtsritter, 1867)
- Королевский орден Дома Гогенцоллернов командорский крест с мечами (1866)
- Железный крест (1870) 2-го и 1-го класса
- Орден «Pour le Mérite» (5 февраля 1871)
- Орден Красного орла 1-го класса с дубовыми листьями и мечами на кольце (27 марта 1873)
- Королевский орден Дома Гогенцоллернов большой командорский крест с мечами на кольце (17 июня 1880)
- Орден Военных заслуг Карла Фридриха командор 1-го класса (28 января 1871, великое герцогство Баден)